# 冬季湖

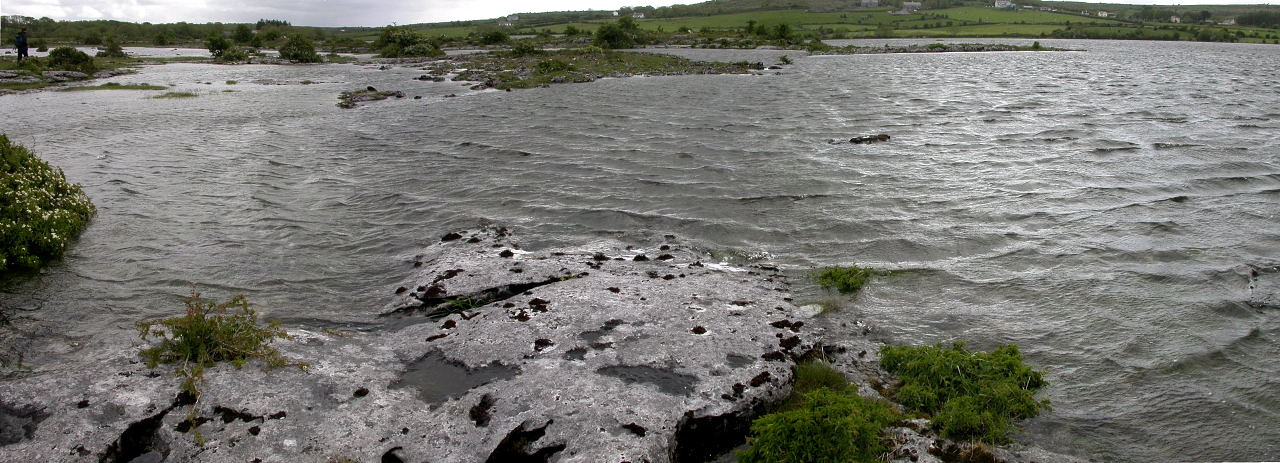
爱尔兰克莱尔郡卡兰的冬季湖。（2005年5月下旬）

冬季湖是一种季节性或周期性的水体，主要分布于爱尔兰香农河以西的石灰岩喀斯特地区。其名称源自爱尔兰语中的“tur”，意为“干燥”，以及“loch”，意为“湖泊”。这些水体随着地下水位的变化而涨落，通常在夏秋季节水位很低或干涸，而在冬季则水满。随着地下水位的下降，水通过喀斯特石灰岩中的裂隙流失到地下。
冬季湖几乎是爱尔兰独有的现象，尽管在威尔士Llandeilo附近的Cernydd Carmel有一个类似的例子，名为Pant-y-Llyn。